# 亨利·尼科尔
亨利·尼科尔（英語：Henry Nicoll，1908年4月17日—1999年12月4日），英国男子马术运动员。他曾代表英国参加1948年夏季奥林匹克运动会马术比赛，获得团体场地障碍赛铜牌和个人场地障碍赛第七名。